# Haris Seferović
Haris Seferović (bs[xǎːris sefěːroʋitɕ]; n. 22 februarie 1992) este un fotbalist profesionist elvețian care joacă pe postul de atacant la clubul portughez Benfica și la naționala Elveției. Seferović și-a făcut debutul profesional la Grasshopper în aprilie 2009; la scurt timp, în ianuarie 2010, a fost semnat de echipa italiană Fiorentina. O mare parte din timpul său la ultimul club a fost împrumutat, cu succes o periodă la Novara în Serie B, urmată de un transfer la Real Sociedad din Spania în 2013. Un an mai târziu, s-a alăturat clubului german Eintracht Frankfurt, cu care a a petrecut trei sezoane înainte de un transfer la Benfica în Portugalia.
Este fotbalist internațional din 2013, Seferović a reprezentat Elveția la Campionatul Mondial de Fotbal din 2014 și 2018,  și la Campionatul European de Fotbal din 2016 și 2020, câștigând peste 70 de selecții.